# Cosme II de Médici
Cosme II de Médici (em italiano: Cosimo II de' Medici; 12 de maio de 1590 – 28 de fevereiro de 1621) foi Grão-Duque da Toscana de 1609 a 1621, sendo o sucessor e filho primogénito de Fernando I e de Cristina de Lorena. Cosme II desposou a Arquiduquesa Maria Madalena de Áustria, de quem teve oito filhos.
Durante a maior parte do seu reinado de onze anos, delegou a administração da Toscana aos seus ministros. Invariavelmente, Cosme II é recordado da história como patrono de Galileu Galilei, seu tutor de infância. Morreu tuberculoso em 1621.

## Biografia
Cosme II de Médici, era o filho primogénito de Fernando I de Médici, Grão-Duque da Toscana, e de Cristina de Lorena. O seu pai proporcionou-lhe uma educação moderna: Galileu Galilei foi o tutor de Cosme entre 1605 e 1608. Fernando negociou o seu casamento com Maria Madalena de Áustria, filha do Arquiduque Carlos II, em 1608. Deste casamento nasceram oito filhos, entre os quais o futuro grão-duque, uma arquiduquesa da Áustria Anterior, uma duquesa de Parma e dois cardeais.
Fernando I morreu em 1609. Dada a sua saúde precária, Cosme não participou activamente no governo do seu estado. Cerca de um ano após a sucessão de Cosme II, Galileo dedicou ao grão-duque a Sidereus Nuncius, uma descrição das suas descobertas telescópicas. Adicionalmente, Galileu baptizou as luas de Júpiter como as estrelas Medicis. A defesa da teoria de Copérnico por Galileu conduziram-no, mais tarde, ao seu julgamento pela Inquisição romana, sendo retido em prisão domiciliária, na Toscana, de 1633 até à sua morte, em 1642.
O grão-duque tinha a preocupação de promover regularmente o crescimento da marinha toscana. Morreu em 28 de fevereiro de 1621 de tuberculose. Sucedeu-lhe o seu filho primogénito Fernando, ainda criança, sob a regência conjunta da mãe e da avó (respectivamente viúva e mãe de Cosme II), de acordo com os desejos expressos.

## Casamento e descendência
Maria Madalena e Cosme tiveram os seguintes filhos:
1. Maria Cristina de Médici (24 de agosto de 1609 – 9 de agosto de 1632), sem aliança;
2. Fernando II de Médici (Ferdinando), (14 de julho de 1610 – 23 de maio de 1670), que veio a suceder a seu pai no trono da Toscana, casado com Vitória Della Rovere (filha de Frederico Ubaldo Della Rovere, Duque de Urbino e de Cláudia de Médici, irmã de Cosme II);
3. João Carlos de Médici (Gian Carlo), (24 de junho de 1611 -23 de janeiro de 1663), cardeal em 1644;
4. Margarida de Médici (Margherita), (31 de maio de 1612 – 6 de fevereiro de 1679), casada com Eduardo I Farnésio, Duque de Parma;
5. Matias de Médici (Mattias), (9 de maio de 1613 - 14 de outubro de 1667), nomeado Governador de Siena;
6. Francisco de Médici (Francesco), (16 de outubro de 1614 – 25 de junho de 1634);
7. Ana de Médici (Anna), (21 de julho de 1616 – 11 de setembro de 1676), casada com Fernando Carlos, Arquiduque da Áustria;
8. Leopoldo de Médici (Leopoldo), (6 de novembro de 1617 – 10 de novembro de 1675), cardeal em 1667.

## Títulos, tratamentos, honras e armas

### Títulos e tratamentos
- 12 de maio de 1590 - 22 de fevereiro de 1609: "Sua Alteza o Grão-Príncipe da Toscana"
- 23 de fevereiro de 1609 - 28 de fevereiro de 1621: "Sua Alteza o Grão-Duque da Toscana"

O tratamento oficial de Cosme II era Cosme Segundo, pela graça de Deus, Grão–Duque da Toscana.

### Honras
23 de fevereiro de 1609 - 28 de fevereiro de 1621: Grão-Mestre da Sagrada Ordem Militar de Santo Estevão, Papa e Mártir.